# Гваш
Гваш подразумева сликање воденим бојама које су помешане са покривном белом бојом. Због тога су, насупрот акварелним бојама, непрозирне. Пигменти боја су повезани гумиарабиком, декстрином или синтетичким лепком. Гваш боје постају светлије приликом сушења и нису отпорне на воду. Техника гваша се најчешће користи у сликарству минијатура или припреми слика у уљу.